# Wilhelm Vogt
Pour les articles homonymes, voir Vogt.
Wilhelm Vogt (né le 26 octobre 1854 à Gochsen et mort le 22 mai 1938 dans la même ville) est un homme politique allemand.

## Biographie
Après avoir étudié à l'école élémentaire et latine de Neuenstadt am Kocher, Wilhelm Vogt accomplit son service militaire de 1874 à 1877 avec le 122e régiment d'infanterie (de). Il travaille ensuite comme agriculteur à Gochsen, où il travaille vers la fin du XIXe siècle également gardien de la communauté.

## Politique
Wilhelm Vogt est un homme politique extrêmement conservateur, qui comprend l'affirmation sans réserve de la monarchie et une attitude völkisch-nationale. En 1893, il participe à la réunion de fondation de la Fédération des agriculteurs (BDL) à Berlin. De 1900 à 1918, il est membre de la chambre des députés dans le royaume de Wurtemberg et de 1903 à 1918 est député du Reichstag.où il représente la 11e circonscription de Wurtemberg (Hall (de), Backnang, Öhringen (de), Weinsberg (de)). Après la mort du président du BDL dans le Wurtemberg, Rudolf Schmid, Vogt reprend le 11 avril 1917 la présidence jusqu'en 1918. L'introduction d'un gouvernement parlementaire dans le Wurtemberg vers la fin de la Première Guerre mondiale est rejetée par Vogt. En 1918, Vogt rejoint pour la première fois le syndicat des agriculteurs du Wurtemberg, qui, au cours de 1919, devient membre de la Fédération des agriculteurs et des viticulteurs du Wurtemberg (de) (WBWB) et en est le président pour l'État de 1919 à 1933. Wilhelm Vogt est membre de l'assemblée constituante de l'État populaire libre de Wurtemberg. Contrairement à certains membres de son groupe parlementaire (du syndicat des agriculteurs et du parti des citoyens), Vogt vote pour l'adoption du projet de constitution. En 1919/20, il est membre de l'Assemblée nationale de Weimar. De 1920 à 1930, Vogt est membre du groupe parlementaire DNVP du Reichstag. Là, il vote en 1924 pour accepter le plan Dawes, bien que la direction du parti DNVP l'a fermement rejeté. Vogt devient un adversaire de la ligne du parti DNVP autour d' Alfred Hugenberg dans la seconde moitié des années vingt. Vogt prend comme modèle l'attitude du comte Kuno von Westarp et démissionne du groupe parlementaire DNVP en 1930. La même année, il ne se présente plus pour le Reichstag nouvellement élu et se retire finalement complètement de la politique.

## Famille
Wilhelm Vogt est le fils du fermier Josef Vogt et Elisabethe Vogt née Mezger à Gochsen. Avec sa femme Katharina née Grötzinger ou Grozinger, Wilhelm Vogt a six enfants, dont l'homme politique de la CDU Karl Vogt (de) (1883-1952), qui est membre de l'Assemblée constituante de Wurtemberg-Bade en 1946 et membre du Landtag de Wurtemberg-Baden de 1946 à 1952, chacun pour la circonscription de Heilbronn. Wilhelm Vogt est protestant.

## Honneurs
- 1910 Médaille du grand mérite agricole
- 1914 Croix de chevalier de 1re classe de l'ordre de Frédéric
- Croix de Guillaume de Wurtemberg
- 1924 citoyen d'honneur de la commune de Gochsen
- 1932 Médaille d'honneur d'argent de l'Association allemande du tabac
- 1933 Insigne d'honneur d'or de la principale association agricole du Wurtemberg et du Hohenzollern